# Borås Rhinos
Borås Rhinos är en idrottsförening för amerikansk fotboll från Borås som spelar i Division 1 Västra. Föreningen bildades i november 1992 under namnet Borås Barbarians. Till klubbens första årsmöte kom amerikanen Ralph Nelson Murray. Han föreslog att klubben skulle ha ett bättre namn som hade någon anknytning till den egna staden. Då Borås är känt för sin djurpark, och noshörningen är ett tufft och kraftfullt djur, blev det nya namnet Borås Rhinos. Ralph Nelson Murray blev klubbens första riktiga HeadCoach och ledde laget under 1993-1995.
Första året i seriespel var 1994. 1995 värvades fem spelare till Göteborg Giants. En av dessa spelare var Henrik Kaloczy, som senare blev landslagsman. Borås Rhinos har även fostrat Carl-Johan Blomvall, som också spelade i landslaget under flera år samt spelade i Tyskland i World League. Carl-Johan Blomvall var ytterst nära att ta en plats i Green Bay Packers. 
Bästa säsongerna resultatmässigt är 1996 då de vann Division 2 Västra samt 2001 och 2002 då de tog sig till kvalspelet till Superserien.
Föreningens bästa placering är första platsen i Division 1 Västra 2002.
Efter säsongen 2008 lades föreningen på is då flertalet spelare valde att byta lag till Ulricehamn Chargers.
En nystart skedde 2012 och redan till säsongen 2013 var de anmälda till seriespel i Division 1 Västra. Borås Rhinos vann serien och fick chansen att kvala till superettan. Man valde dock att tacka nej till kvalet.
2014 var man återigen anmälda till Division 1 västra. Borås Rhinos gick obesegrade genom säsongen och slutade med 9-0-0 (vinster, oavgjorda, förluster). 
| Datum | Motståndare              | Stad      | Resultat | Win/Loss |
| ----- | ------------------------ | --------- | -------- | -------- |
| 14/5  | Karlskoga Wolves         | Karlskoga | 24-18    | L        |
| 21/5  | Jönköping Spartans       | Jönköping | 0-28     | W        |
| 27/5  | Lidköping Lakers         | Borås     | 46-6     | W        |
| 4/6   | Norrköping Panthers      | Borås     | 42-3     | W        |
| 10/6  | Skövde Dukes             | Skövde    | 0-14     | W        |
| 17/6  | Örebro Black Knights - U | Borås     | 42-6     | W        |
| 2/7   | Carlstad Crusaders - U   | Borås     | 48-22    | W        |

| Match       | Datum | Motståndare      | Stad  | Resultat | Win/Loss |
| ----------- | ----- | ---------------- | ----- | -------- | -------- |
| Wildcard    | n/a   | n/a              | n/a   | n/a      | n/a      |
| Kvartsfinal | 13/8  | Skövde Dukes     | Borås | 24-15    | W        |
| Semifinal   | 19/8  | Göteborg Marvels | Borås | 0-41     | L        |

| Datum | Motståndare              | Stad      | Resultat | Win/Loss |
| ----- | ------------------------ | --------- | -------- | -------- |
| 5/6   | Örebro Black Knights - U | Örebro    | 8-44     | W        |
| 20/5  | Norrköping Panthers      | Borås     | 51 - 0   | W        |
| 27/5  | Carlstad Crusaders - U   | Limhamn   | 41 - 0   | W        |
| 3/6   | Karlskoga Wolves         | Karlskoga | 34 - 20  | L        |
| 9/6   | Skövde Dukes             | Skövde    | 18 - 0   | W        |
| 2/6   | Västerås Roedeers        | Västerås  | 0-6      | W        |

Playoffs 2018
| Match       | Datum | Motståndare | Stad  | Resultat | Win/Loss |
| ----------- | ----- | ----------- | ----- | -------- | -------- |
| Wildcard    | n/a   | n/a         | n/a   | n/a      | n/a      |
| Kvartsfinal | 25/8  | Ekeby Greys | Borås | 13-38    | L        |